# Snow White (1933)
Snow-White es un cortometraje animado de 1933 de la serie de Betty Boop, producido por Fleischer Studios y protagonizado por Betty Boop. La historia está basada libremente en el cuento de hadas Blancanieves de los hermanos Grimm. En una escena del cortometraje se incluye la canción "St. James Infirmary Blues", interpretada por Cab Calloway.

## Trama
Una reina malvada se enfurece al saber que su espejo parlante ha nombrado a su hijastra, Betty Boop (Mae Questel), como la mujer más linda del reino. Ante esto, la reina ordena a sus guardias Koko el payaso y Bimbo que la decapiten. Cuando están a punto de ejecutarla, Betty logra escapar pero cae a un río congelado, quedando atrapada dentro de un ataúd de hielo. El ataúd llega a la casa de siete enanos, quienes lo llevan a una caverna encantada. La reina descubre que Betty no fue ejecutada, y llega a la caverna, donde transforma a Koko en una criatura fantasmal. Koko comienza a cantar mientras lamenta la aparente muerte de Betty, ante lo cual la reina lo congela junto a Bimbo.
Tras esto, la reina vuelve a preguntarle a su espejo quién es la mujer más bella del reino, pero el espejo explota en una nube de humo que devuelve a Betty, Koko y Bimbo a su estado normal, y transforma a la reina en una criatura similar a un dragón. La criatura persigue al trío a través de la caverna, pero Bimbo la derrota jalando su lengua. Koko, Betty y Bimbo celebran y el cortometraje termina.

## Recepción
En 1994, la Biblioteca del Congreso de Estados Unidos la escogió junto a otras cintas para formar parte del National Film Registry, un archivo cinematográfico que se dedica a conservar películas "cultural, histórica o estéticamente significativas". Al año siguiente fue incluido dentro del libro 50 Greatest Cartoons, que compilaba una lista de los "50 mejores dibujos animados de la historia" basado en los votos de varias personas relacionadas con la animación.